# Willi H. Lippert
Willi „Horsa“ Lippert (auch Willi H. Lippert; * 12. November 1898 in Rathenow; † 13. November 1981 in Brunsbüttel) war ein deutscher Bildhauer, Grafiker, Kunstmaler, Numismatiker und Heraldiker.

## Leben und Wirken
Wilhelm Lippert wurde in Rathenow als Sohn des Metalldrehers Otto Lippert und Helene Lippert, geb. Hannemann geboren, dort verbrachte er auch seine Kindheit. Frühzeitig trat er der Wandervogelbewegung bei, in der er den Spitznamen „Horsa“ erhielt. Da ihm dieser Name gefiel, signierte er später fast alle seine Arbeiten mit „W. H. Lippert“. Es findet sich aber auch die Signierung „W. H. Lipphart“, die ihm eindeutig zuzuordnen ist.
Nach bestandener Prüfung der mittleren Reife trat Lippert 1915 in die kaiserliche Armee ein, in der er bei der Marine Funkerausbildung erhielt. Nach Beendigung des Krieges plante Lippert, ein Studium der bildenden Kunst aufzunehmen. Aus dieser Zeit sind erste Federzeichnungen erhalten, die auch von seiner Zuwendung zur Natur zeugen. Eine Sammelmappe von Federzeichnungen vom Märkischen Waldrand sowie eine über Altstadtmotive von Rathenow erschienen aber erst ab 1924 im Druck. Bereits 1920 beteiligte er sich an einer gemeinsamen Ausstellung im Gymnasium am Schulplatz neben anderen Künstlern, wie dem bereits bekannten Maler Georg Penning.
Sein beabsichtigtes Studium nahm Lippert nicht auf. Es wird von einem Aufenthalt 1920 in Schlesien beim Grafen Schaffgotsch berichtet, für den Lippert Entwürfe für Ausstattungen eines Jagdschlosses in Schreiberhau erarbeitet haben soll. Zu dieser Zeit entstanden auch Entwürfe für die Rathenower Notgeldscheine der Optik- und Husarenserie. Die Entwürfe wurden von Lippert in der Größe DIN A4 angefertigt. Es folgen in den Jahren bis Ende 1922 Notgeldentwürfe für zehn weitere Städte in der Mark, Schlesien und Pommern mit bisher 17 bekannt gewordenen Serien. Jene Scheine wurden zum Teil mit Tüten oder Sammeltaschen versehen und gelangten kaum in den Geldumlauf. Dagegen wurden die von ihm entworfenen zahlreichen, künstlerisch gestalteten Inflationsgeldscheine für Rathenow und schlesische Städte zu genutzten Zahlungsmitteln.
1922 lernte er seine spätere Frau Alma Hertha Martha Lauer kennen.
Im selben Jahr schuf er mehrere Porträts optischer Berufe in Temperamalerei, von denen bisher aber nur noch sechs von insgesamt sechzehn Bildern nachgewiesen werden konnten. Diese sind ausschließlich mit „Lipphart“ signiert. 1924 bezog er sein eigenes Atelier auf dem Grundstück der Eltern, wodurch er nun in der Lage war, größere Arbeiten und besonders auch Skulpturen auszuführen. Hier entstanden neben den aufgenommenen Studien bei Arthur Kampf (Historien-, Allegorie-, Landschafts- und Porträtmalerei) und Hugo Lederer (Bildhauerei) in Berlin in den folgenden Jahren zahlreiche Bildhauerarbeiten, wie Büsten, eine Brunnenfigur aus Sandstein, Grabdenkmäler und auch eine Mädchenfigur, für die seine Freundin Alma Lauer Modell stand, sowie großformatige Bilder. Auch Wanderfreunde standen Modell für sein figürliches Schaffen. Die bronzene Mädchenstatue, die er als die „Große Stehende“ bezeichnete, wurde 1928 von der Stadt Rathenow angekauft und vor dem Krankenhaus in Rathenow aufgestellt, nachdem sie in einer Ausstellung der „Rathenower Künstlerschaft“ Aufsehen erregt hatte.
Bei den plastischen Arbeiten von Mitte der 1920er Jahre an fand er Unterstützung durch den späteren Bildhauer Karl Mertens, der ihn als seinen Freund und Lehrmeister bezeichnete.
Ein im impressionistischen Stil gemaltes Ölbild, welches seine Freundin „Bärle“ in der Tür zum Atelier mit Obstschale zeigt, sorgte in der Berliner Kunstausstellung 1928 für Anerkennung als profilierter Kunstmaler, der sich in verschiedenen Stilrichtungen versuchte. Zahlreiche Porträts von Freunden oder Persönlichkeiten aus Rathenow entstanden in der Zeit von 1928 bis 1934.
In einer Kunstausstellung im März 1930 stellte Lippert Grabdenkmal, Porträts und Märkischen Landschaften aus. 1930/31 entstand die „Spinnerin“, die er im Auftrag der Schlesischen Textilwerke Maethner u. Frahne in Landshut gestaltete. Die überlebensgroße Figurengruppe der „Männer dreier Generationen“ wurde durch die Wohnungsbaugenossenschaft Rathenower Bauverein eGmbH im Jahre 1930 in Auftrag gegeben, aber 1933 kurz vor dem Guss von jungen Nationalsozialisten zerstört.
Am 24. Dezember 1932 heirateten Lippert und Lauer.
Während des Aufkommens des Nationalsozialismus fanden Lippert und einige seiner Freunde Zugang zu antinationalistischen Kreisen und er engagierte sich sozial. Nach der Machtübernahme der Nationalsozialisten wurde Lippert mit der zweiten Verhaftungswelle neben anderen ihm nahestehenden Rathenower Bürgern verhaftet und in das Konzentrationslager in Oranienburg eingeliefert. Im KZ wurde er genötigt, das Lagergeld zu entwerfen. Zur Anfertigung der Entwürfe benötigte er offensichtlich nur wenige Tage, denn bereits Mitte Juli wurde er nach Intervention seiner Frau wegen angeblicher Verwechslung aus der Haft entlassen und kehrte nach Rathenow zurück. Das Lagergeld jedoch wurde noch im gleichen Monat eingeführt.
Noch 1933 entstanden weitere Porträts sowie Bilder von Bauten und Landschaften in verschiedenen Techniken und Stilarten. Nach Aufnahme in die Reichskulturkammer im Jahre 1936 erhielt er viele Aufträge für die Gestaltung von militärhistorischen Wandmalereien in Rathenower Kasernen sowie für das Arado-Flugzeugwerk. Auch wurde eine Sandsteinfigur „Mann mit Pickelhaube“ bekannt, welche vor einer Kaserne aufgestellt war. Die später übermalte Wandgestaltung innerhalb des Rathenower Nordbahnhofes über den Verlauf der Brandenburgischen Städtebahn sowie die Postkutsche über der Tür zur Gaststätte stammten ebenfalls von ihm. Erhalten blieb nur die in Sgraffito ausgeführte Bahnhofsinschrift an der Ostseite des Gebäudes. Die Wandmalereien in den Kasernen wurden zumeist nach dem Abzug der sowjetischen Streitkräfte im Jahre 1994 mit der vorgenommenen Entkernung der Gebäude vernichtet.
Am 25. Februar 1940 wurde Lippert zur Kriegsmarine einberufen.
1946 zog seine Frau mit dem gemeinsamen Sohn zu ihrem Mann in die damalige britische Besatzungszone nach Brunsbüttel.
Nach dem Krieg gestaltete Lippert u. a. die Casino-Räume für die englische Besatzungsmacht aus und unterhielt diese auch mit Gitarrenspiel und Gesang. Sechs Jahre lang arbeitete er ohne feste Anstellung an der Mittelschule und Grundschulen als Zeichenlehrer auf Honorarbasis und wurde Mitbegründer der Volkshochschule Brunsbüttelkoog und Dozent da. Er blieb dabei weiter als freischaffender Künstler tätig und beschäftigte sich auch als Chronist der Region. Er schuf zahlreiche Buchillustrationen u. a. für „Das schöne Brunsbüttel“ und „Bauern, Handwerker und Seefahrer“. Auch Landschaftsbilder und Bilder über den Kampf der Menschen mit der Natur entstehen hier.
Im Rathaussaal von Brunsbüttel schuf Lippert ein großes Wandgemälde über den Bau des Kaiser-Wilhelm-Kanals. Zusätzlich betätigte Lippert sich auch als Heraldiker und entwarf Wappen und Siegel der Stadt Brunsbüttel. In der Folge schuf er für weitere Städte und Familien insgesamt etwa 240 Wappen. Eine Fortsetzung seines plastischen Schaffens gab es in Brunsbüttel nicht. Sein Interesse galt auch orientalischen Hieroglyphen und Mythen.
Lippert verstarb am 13. November 1981.

## Würdigung
Elf Jahre später führte das Heimatmuseum Brunsbüttel am 22. November 1992 durch Initiative des damaligen Leiters eine Retrospektive auf sein Leben und Wirken durch, wobei neben Fotos auch viele Originalbilder gezeigt werden konnten. Eine besondere Würdigung der künstlerischen- und Lebensleistungen erfolgte durch den Galeristen Jens Rusch, der die unterbliebene Anerkennung und Förderung des Künstlers durch die Stadt Brunsbüttel beklagte.